# Anders Myrvold
Anders Myrvold (* 12. srpna 1975) je bývalý norský lední hokejista, který v minulosti hrál také v National Hockey League, nejslavnější lize světa.

## Klubová kariéra
Ještě jako talentovaný junior nastoupil k několika utkáním ve švédské lize, poté odehrál jednu sezónu v Kanadě v Quebec Major Junior Hockey League za Laval Titan.
V roce 1993 byl draftován do NHL týmem Quebec Nordiques. V lize debutoval v ročníku 1995/96 již v dresu Colorado Avalanche v Denveru, kam se klub z Quebecu přestěhoval. Hrával však především na farmě v AHL, do NHL se později pokoušel opakovaně prosadit v dalších klubech (Boston Bruins, New York Islanders, Detroit Red Wings), ovšem bez většího úspěchu. Celkem odehrál 33 utkání. V Evropě hrával kromě Švédska v Německu a Švýcarsku, od roku 2005 působí v norské lize.
26. prosince 2006 byl po večírku napaden a utrpěl zranění hlavy, dokázal se však ještě v sezóně vrátit. Během kariéry měl také problémy s drogami, přiznal užívání kokainu a podrobil se několikatýdenní odvykací léčbě. V roce 2008 s ním klub Valerenga zrušil tříletý kontrakt, protože se odmítl podrobit testu na užití drog a vzniklo podezření, že je opět závislý.

## Reprezentace
V norské reprezentaci odehrál osm turnajů mistrovství světa, maximem bylo čtvrtfinále v roce mistrovství světa.

## Klubové statistiky
| Sezona     | Klub                  | Soutěž     | Základní část | Základní část | Základní část | Základní část | Základní část | Play off | Play off | Play off | Play off | Play off |
| Sezona     | Klub                  | Soutěž     | Z             | G             | A             | B             | TM            | Z        | G        | A        | B        | TM       |
| ---------- | --------------------- | ---------- | ------------- | ------------- | ------------- | ------------- | ------------- | -------- | -------- | -------- | -------- | -------- |
| 1992-93    | Färjestads BK         | SWE        | 2             | 0             | 0             | 0             | 0             | —        | —        | —        | —        | —        |
| 1993–94    | Grums IK              | SWE-1      | 26            | 2             | 0             | 2             | 34            | 2        | 1        | 0        | 1        | 5        |
| 1994–95    | Laval Titan           | QMJHL      | 64            | 14            | 50            | 64            | 173           | 20       | 4        | 10       | 14       | 68       |
| 1994–95    | Cornwall Aces         | AHL        | —             | —             | —             | —             | —             | 3        | 0        | 1        | 1        | 2        |
| 1995–96    | Colorado Avalanche    | NHL        | 4             | 0             | 1             | 1             | 6             | —        | —        | —        | —        | —        |
| 1995–96    | Cornwall Aces         | AHL        | 70            | 5             | 24            | 29            | 125           | 5        | 1        | 0        | 1        | 19       |
| 1996–97    | Hershey Bears         | AHL        | 20            | 0             | 3             | 3             | 16            | —        | —        | —        | —        | —        |
| 1996–97    | Boston Bruins         | NHL        | 9             | 0             | 2             | 2             | 4             | —        | —        | —        | —        | —        |
| 1996–97    | Providence Bruins     | AHL        | 53            | 6             | 15            | 21            | 107           | 10       | 0        | 1        | 1        | 6        |
| 1997–98    | Providence Bruins     | AHL        | 75            | 4             | 21            | 25            | 91            | —        | —        | —        | —        | —        |
| 1998–99    | Djurgårdens IF        | SWE        | 29            | 3             | 4             | 7             | 52            | —        | —        | —        | —        | —        |
| 1998–99    | AIK                   | SWE        | 19            | 1             | 3             | 4             | 24            | —        | —        | —        | —        | —        |
| 1999–00    | AIK                   | SWE        | 49            | 1             | 3             | 4             | 87            | —        | —        | —        | —        | —        |
| 2000–01    | New York Islanders    | NHL        | 12            | 0             | 1             | 1             | 0             | —        | —        | —        | —        | —        |
| 2000–01    | Springfield Falcons   | AHL        | 69            | 5             | 25            | 30            | 129           | —        | —        | —        | —        | —        |
| 2001–02    | Hartford Wolf Pack    | AHL        | 19            | 3             | 3             | 6             | 28            | —        | —        | —        | —        | —        |
| 2001–02    | HC Fribourg-Gottéron  | NLA        | 6             | 0             | 0             | 0             | 16            | 4        | 0        | 1        | 1        | 6        |
| 2002–03    | Adler Mannheim        | DEL        | 45            | 0             | 3             | 3             | 82            | 7        | 0        | 0        | 0        | 4        |
| 2003–04    | Detroit Red Wings     | NHL        | 8             | 0             | 1             | 1             | 2             | —        | —        | —        | —        | —        |
| 2003–04    | Grand Rapids Griffins | AHL        | 71            | 0             | 21            | 21            | 94            | 4        | 0        | 1        | 1        | 2        |
| 2004–05    | Vålerenga IF          | NOR        | 40            | 8             | 24            | 32            | 108           | 11       | 2        | 1        | 3        | 24       |
| 2005–06    | ZSC Lions             | NLA        | 2             | 0             | 0             | 0             | 4             | —        | —        | —        | —        | —        |
| 2005–06    | GCK Lions             | NLB        | 8             | 0             | 5             | 5             | 20            | —        | —        | —        | —        | —        |
| 2005–06    | Vålerenga IF          | NOR        | 12            | 3             | 2             | 5             | 38            | 15       | 1        | 5        | 6        | 30       |
| 2006–07    | Vålerenga IF          | NOR        | 17            | 0             | 11            | 11            | 34            | —        | —        | —        | —        | —        |
| 2007–08    | Vålerenga IF          | NOR        | 14            | 0             | 2             | 2             | 26            | 13       | 1        | 5        | 6        | 28       |
| 2008–09    | Stavanger Oilers      | NOR        | 44            | 6             | 24            | 30            | 120           | —        | —        | —        | —        | —        |
| 2009–10    | Stjernen              | NOR        | 40            | 2             | 22            | 24            | 88            | 6        | 0        | 0        | 0        | 10       |
| 2010–11    | Frisk Asker           | NOR        | 43            | 1             | 9             | 10            | 136           | 5        | 1        | 0        | 1        | 8        |
| AHL celkem | AHL celkem            | AHL celkem | 377           | 23            | 112           | 135           | 590           | 19       | 1        | 2        | 3        | 27       |
| NHL celkem | NHL celkem            | NHL celkem | 33            | 0             | 5             | 5             | 12            | —        | —        | —        | —        | —        |
| SWE celkem | SWE celkem            | SWE celkem | 99            | 5             | 10            | 15            | 163           | —        | —        | —        | —        | —        |
| NOR celkem | NOR celkem            | NOR celkem | 211           | 20            | 94            | 114           | 554           | 50       | 5        | 11       | 16       | 100      |